# Elvira Menéndez (m. 1022)
Elvira Menéndez (m. 2 de diciembre de 1022) fue reina consorte por su matrimonio con el rey Alfonso V de León.

## Biografía
Miembro de la alta nobleza de Portugal y de Galicia, Elvira fue una de las hijas del conde Menendo González y la condesa Toda (también conocida como Tutadomna o Tota). Su padre, hijo del conde Gonzalo Menéndez dux magnus de Portugal, fue, junto con la reina Elvira García, regente y tutor del rey Alfonso V de León con quien Elvira contrajo matrimonio.

## Matrimonio y descendencia
De su matrimonio con el rey Alfonso V en 1013 nacieron dos hijos:
- Bermudo III de León (1017-1037).[4] Sucedió a su padre en el trono.
- Sancha de León (1016-1067). Contrajo matrimonio con el rey Fernando I, rey de León.[4]

## Muerte y sepultura
Falleció el 2 de diciembre de 1022 y recibió sepultura en el panteón de reyes de San Isidoro de León.
El sepulcro de piedra en el que fue depositado el cadáver de la reina se conserva en la actualidad. En su cubierta aparece esculpida la siguiente inscripción latina:

H. R. REGINA DOMNA GELOIRA UXOR REGIS ADEFONSI FILIA MELENDI COMITIS. OBIIIT III NON. DEC....JACET HAC IN FOSSA GELOIRAE REGINAE PULVIS ET OSSA PROLES MENENDI, ET TUK, QUAE OBIIT IIII. NON. DEC. ERA LX POST M.